# یواس‌اس کینگ‌برد (ای‌ام‌اس-۱۹۴)
یواس‌اس کینگ‌برد (ای‌ام‌اس-۱۹۴) (به انگلیسی: USS Kingbird (AMS-194)) یک کشتی بود که طول آن ۱۴۴ فوت (۴۴ متر) بود. این کشتی در سال ۱۹۵۴ ساخته شد.